# Stenungsunds pastorat
Stenungsunds pastorat (före 2015 benämnt Norums pastorat) omfattar Norums församling och Ödsmåls församling i Svenska kyrkan i Stenungsund i Stenungsund och Ödsmål med omgivningar. Pastoratet ingår i Uddevalla och Stenungsunds kontrakt (före 1 april 2007 Älvsyssels norra kontrakt) i Göteborgs stift. Pastoratskod är 080611.
Norums församling var från medeltiden till 1845 en annexförsamling till  Spekeröds församling, där kyrkoherdens prästgård låg. Men 1845–1972 kom Norums församling istället att höra under kyrkoherden i Ödsmåls församling, där Norums pastorats gamla prästgård ännu ligger. Före 1845 var Ucklums församling, Ödsmåls annexförsamling, men den blev då istället annexförsamling till Spekeröd.
1972 blev istället Norums församling moderförsamling och Ödsmåls församling blev annexförsamling och pastoratet bytte följaktligen namn till Norums pastorat (även om prästgården ännu ligger i Ödsmåls församling).
Pastorsexpeditionen ligger i Stenungsund i Norums församling, först i ett hus strax intill Stenungsunds kapell, nu istället i Kristinedalskyrkans kontorslokaler.

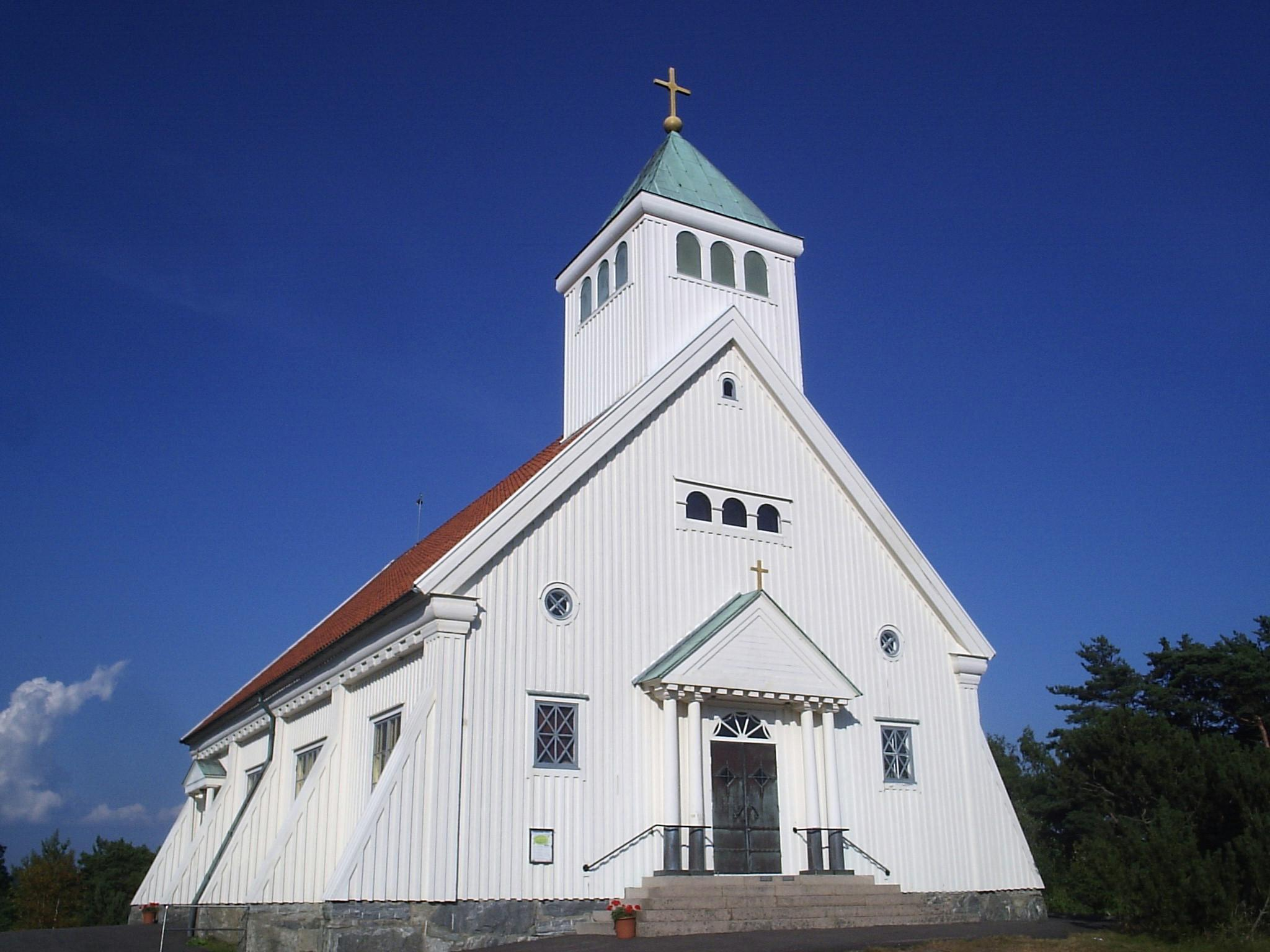
Stenungsunds kapell